# 管嶼厝
管嶼厝，是臺灣彰化縣福興鄉的一個傳統地域名稱，位於該鄉西部。相較於今日行政區，其範圍大致包括麥厝村、廈粘村、頂粘村、福寶村西南半部。

## 歷史
台灣清治末期至日治初期，管嶼厝地區為一街庄，稱為「管嶼厝庄」，隸屬於馬芝堡。該庄北與福興庄為鄰，東與洪堀藔庄為鄰，東南邊為鎮平庄，西南邊為漢寶園庄，西北邊臨海。
1901年（日治明治三十四年）11月，該庄隸屬於彰化廳。1909年（明治四十二年）10月，改隸屬於臺中廳。1920年（大正九年），該庄改制為「管嶼厝」大字，隸屬於臺中州彰化郡福興庄，大字下有「管嶼厝」、「麥嶼厝」、「粘厝」小字名。
戰後福興庄改制為福興鄉，隸屬於彰化縣，大字亦改制為村。

## 交通
省道台17線又稱「西部濱海公路」，是清水甲南至枋寮水底寮的幹道，大致以北北東—南南西走向轉東北—西南走向經過本地區東部，往北可前往鹿港郊區、線西、伸港、梧棲、清水等地，往南可前往芳苑、麥寮、台西、東石等地。
省道台61線又稱「西部濱海快速公路」，大致以縱向經過本地區，可快速前往台灣西部海岸各地。

## 學校
- 彰化縣福興鄉管嶼國民小學